# 인지사회학
인지사회학은 "물화 과정을 통해 의미가 구성되는 조건"에 대한 연구에 전념 하는 사회학적 하위 학문이다. 그것은 "현상이 "사회적 대상 "이 되기 위한 조건을 설정하는 일련의 대인 관계 과정에 초점을 맞춰 이를 수행하며, 이는 결과적으로 사고와 사고를 형성한다. 따라서 이 연구는 인간 인지의 사회적, 문화적 우발성과 결과를 분류하는 것을 목표로 한다. 그것은 고전 사회학 이론, 특히 뒤르켐과 베버와 현대 사회학 이론, 특히 고프만과 부르디외에 뿌리를 두고 있다.
'인지 사회학'이라는 용어는 이미 1974년에 Cicourel에 의해 사용되었다. 그러나 1997년 DiMaggio는 인지 사회학이 문화 및 인지의 사회학과 어떻게 중복되는지에 대한 현재 고전적인 논문 Michael W. Raphael은 현재 형태의 인지 사회학 개요를 제공한다.
인지 사회학이라는 주제에 대한 특별 저널 호는 과학 저널 Poetics와 유럽 사회 이론 저널에 각각 2010년과 2007년에 발행되었다.
2014년과 2016년에 Jacob Strandell이 코펜하겐 대학교에서 인지 사회학 대학원 수준의 과정을 조직했다.
이 학제간 연구를 조직하기 위해 학자들은 사회 계약과 관련하여 인간 인지의 서로 다른 위치를 강조하는 행위자에 대한 다섯 가지 모델을 분명히 했다. 이러한 모델은 다음과 같다.
1. 보편적 인지주의는 "인간 행동에 대한 자연주의적 설명"을 강조한다.[1] 이것은 Stephen Park Turner,[10] Omar Lizardo[11] 및 Gabriel Ignatow의 작업에 반영된다.[12]
2. 퍼지 보편적 인지주의는 "설명에서 자연주의를 강조하지만 그 존재론적 입장은 복수적 인지주의만큼 균형을 이루지 못한다".[1] 이것은 Jürgen Habermas[13]와 Paul DiMaggio 의 작업에 반영된다.
3. 복수 인지주의는 "사회 정신적 통제를 받는 행위자의 균형 잡힌 모델을 공식화하려고 한다. 사회 정신 통제는 개인 행위자가 제도적 성찰의 결과 로 수행할 수 있는 사고, 학습 및 활동 과정을 어떻게 비인격적 인지 규범이 형성하는지 설명한다[1] 제도적 성찰은 Goffman 이 "The Arrangement between Sexes"에서 설명한 과정이다.[14] 이것은 Eviatar Zerubavel 과 그의 학생들의 작업에 반영된다.
4. 퍼지 개인인지주의는 "설명에서 인본주의를 강조하지만, 그 존재론적 입장은 복수인지주의만큼 균형이 맞지 않는다".[1] 이것은 Luc Boltanski 와 Laurent Thévenot[15], Alban Bouvier의 작업에 반영된다.[16]
5. 개인 인지주의는 "사회적 사실의 실제적, 인지적, 도덕적 속성과 관련하여 행동의 내부 결정인자"를 조사한다.[1] 이것은 Raymond Boudon 과 Patrick Pharo의 작업에 반영된다.[17]

## 참고 문헌
1. 1 2 3 4 5 6 7 8 9  Raphael, Michael W. (2017). “Cognitive Sociology”. 《Oxford Bibliographies Online in Sociology》 187. doi:10.1093/obo/9780199756384-0187.
2. ↑  Cicourel, Aaron (1974). 《Cognitive Sociology: Language and Meaning in Social Interaction》. New Tork: Free Press.
3. ↑  DiMaggio, Paul (1997). “Culture and Cognition”. 《Annual Review of Sociology》 23 (1): 263–287. doi:10.1146/annurev.soc.23.1.263.
4. ↑  Cerulo, Karen (2010). “Mining the Intersection of Cognitive Sociology and Neuroscience”. 《Poetics》 38 (2): 115–132. doi:10.1016/j.poetic.2009.11.005.
5. ↑  Cerulo, Karen (2010). “Brain, Mind and Cultural Sociology”. 《Poetics》 38 (2).
6. ↑  Strydom, Piet (2007). “Social Theory after the Cognitive Revolution”. 《European Journal of Social Theory》 10 (3).
7. ↑  University of Copenhagen. “Cognitive Sociology: Self, Identity and Self-Esteem”. 2014년 11월 10일에 확인함.
8. ↑  Universitet, Københavns. “Culture-Cognition Interaction in Self- and Identity - 2015/2016”. 《kurser.ku.dk》 (영어). 2018년 2월 10일에 확인함.
9. ↑  Raphael, Michael W. (2015). “On the Prospect of a Cognitive Sociology of Law: Recognizing the Inequality of Contract”. 《Annual Meeting of the Mid-Atlantic Law and Society Association》.
10. ↑  Turner, Stephen P. (2002). 《Brains/practices/relativism: Social theory after cognitive science》. Chicago: Univ. of Chicago Press.
11. ↑  Lizardo, Omar (2012). “The conceptual bases of metaphors of dirt and cleanliness in moral and non-moral reasoning”. 《Cognitive Linguistics》 23 (2): 367–393. doi:10.1515/cog-2012-0011. ISSN 1613-3641.
12. ↑  Ignatow, Gabriel (2009). “Culture and Embodied Cognition: Moral Discourses in Internet Support Groups for Overeaters”. 《Social Forces》 88 (2): 643–669. doi:10.1353/sof.0.0262. JSTOR 40645819.
13. ↑  Strydom, Piet (2015). “The latent cognitive sociology in Habermas: Extrapolated from Between Facts and Norms”. 《Philosophy & Social Criticism》 (영어) 41 (3): 273–291. doi:10.1177/0191453714563877.
14. ↑  Goffman, Erving (1977). “The Arrangement between the Sexes”. 《Theory and Society》 4 (3): 301–331. doi:10.1007/bf00206983. JSTOR 656722.
15. ↑  Boltanski, Luc; Thévenot, Laurent (2000). “The reality of moral expectations: A sociology of situated judgement”. 《Philosophical Explorations》 3 (3): 208–231. doi:10.1080/13869790008523332. ISSN 1386-9795.
16. ↑  Bouvier, A. (2007). “An Argumentativist Point of View in Cognitive Sociology”. 《European Journal of Social Theory》 (영어) 10 (3): 465–480. doi:10.1177/1368431007080707.
17. ↑  Pharo, P. (2007). “How is Sociological Realism Possible?: Sociology after Cognitive Science”. 《European Journal of Social Theory》 (영어) 10 (3): 481–496. doi:10.1177/1368431007080708.